# ᶐ
ᶐ, appelé alpha crochet rétroflexe souscrit ou alpha hameçon rétroflexe souscrit, est une lettre latine utilisée auparavant dans l'alphabet phonétique international, rendu obsolète en 1976. En 1989, le symbole est changé par ɑ˞, tout comme les autres voyelles avec crochet rétroflexe.

## Représentations informatiques
Le U crochet rétroflexe souscrit peut être représenté avec les caractères Unicode suivants : 
- composé (Supplément phonétique étendu) :

| formes    | représentations | chaînes de caractères | points de code | descriptions                                          |
| --------- | --------------- | --------------------- | -------------- | ----------------------------------------------------- |
| minuscule | ᶐ               | ᶐ                     | U+1D90         | lettre minuscule latine ɑ hameçon rétroflexe souscrit |

- avant l’ajout de U+1D90 à Unicode 4.1 en 2005, décomposé (Alphabet phonétique international, diacritiques) :

| formes    | représentations | chaînes de caractères | points de code | descriptions                                                          |
| --------- | --------------- | --------------------- | -------------- | --------------------------------------------------------------------- |
| minuscule | ɑ̢               | ɑ◌̢                    | U+0251 U+0322  | lettre minuscule latine alpha diacritique hameçon rétroflexe souscrit |